# Tahmurath

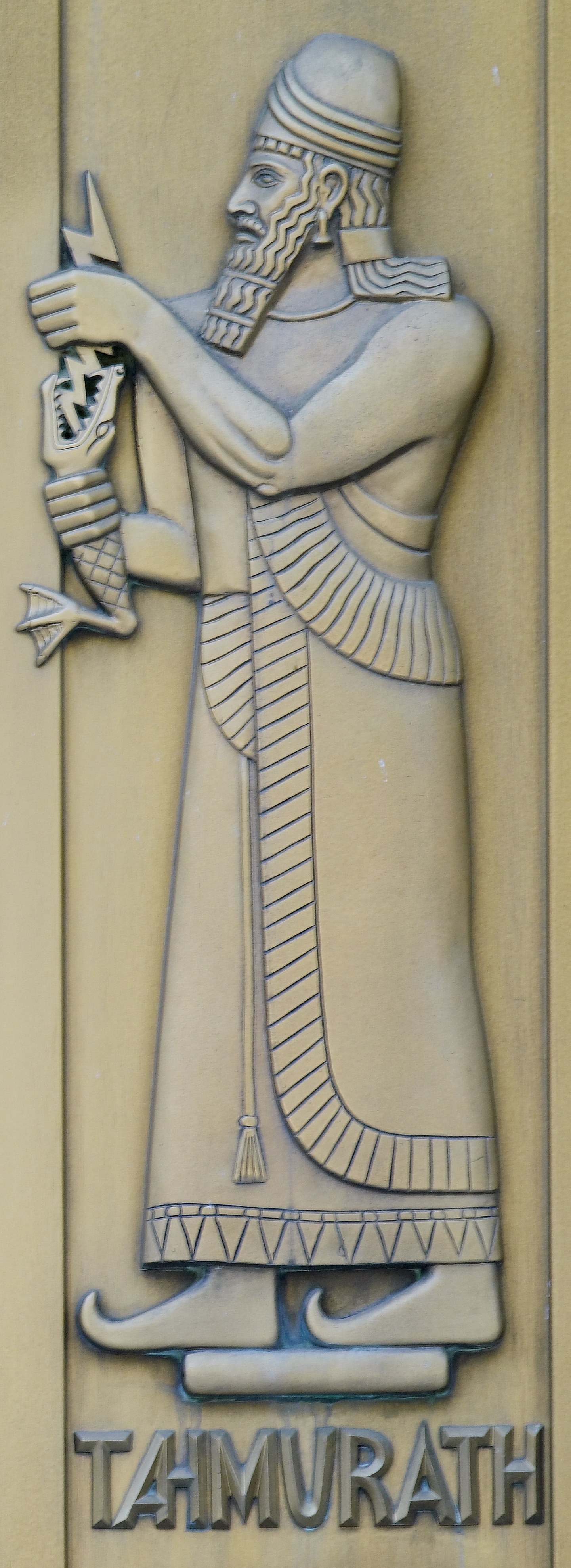

Tamuhrath, modernament Teimuraz o Teymuraz, és considerat el segon rei de la mítica dinastia persa dels pixdàdides, després del primer rei del món Kayumarth i del successor d'aquest, Hushang, el fundador de la dinastia. Segons Christensen foren adoptats per la tradició iraniana dels escites de les estepes. A la tradició el successor és Jamshid.